# Piramide (estación)
Piramide es una estación de la línea B del Metro de Roma. Se encuentra en Piazzale Ostiense, a las afueras de Porta San Paolo, en el distrito de Ostiense. En la misma plaza se encuentra la Pirámide Cestia, que le da su nombre a la estación.
En su entorno se encuentra, además, la Porta San Paolo, el Cementerio protestante de la ciudad, el Monte Testaccio y las basílicas de Santa Sabina y San Saba.
Junto a Pirámide se encuentra la estación de trenes Porta San Paolo del servicio suburbano Roma-Lido. Está conectada subterráneamente, a su vez, con la estación de Roma Ostiense desde donde se puede intercambiar con las líneas FL1, FL3 y FL5 de las líneas metropolitanas FL.

## Historia
La estación de Pirámide, tales como la cercana de Ostiense, son ejemplo de arquitectura fascista. Diseñada por el arquitecto Marcello Piacentini, se caracteriza por una geometría simple y cubrimiento de blanco riguroso por medio de losas de travertino. La entrada con escaleras da hacia Porta San Paolo, flanqueado por el edificio de la estación homónima. El atrio interior del edificio es muy amplio y permite el acceso directo tanto a los trenes de la línea B hasta la estación Roma-Lido.

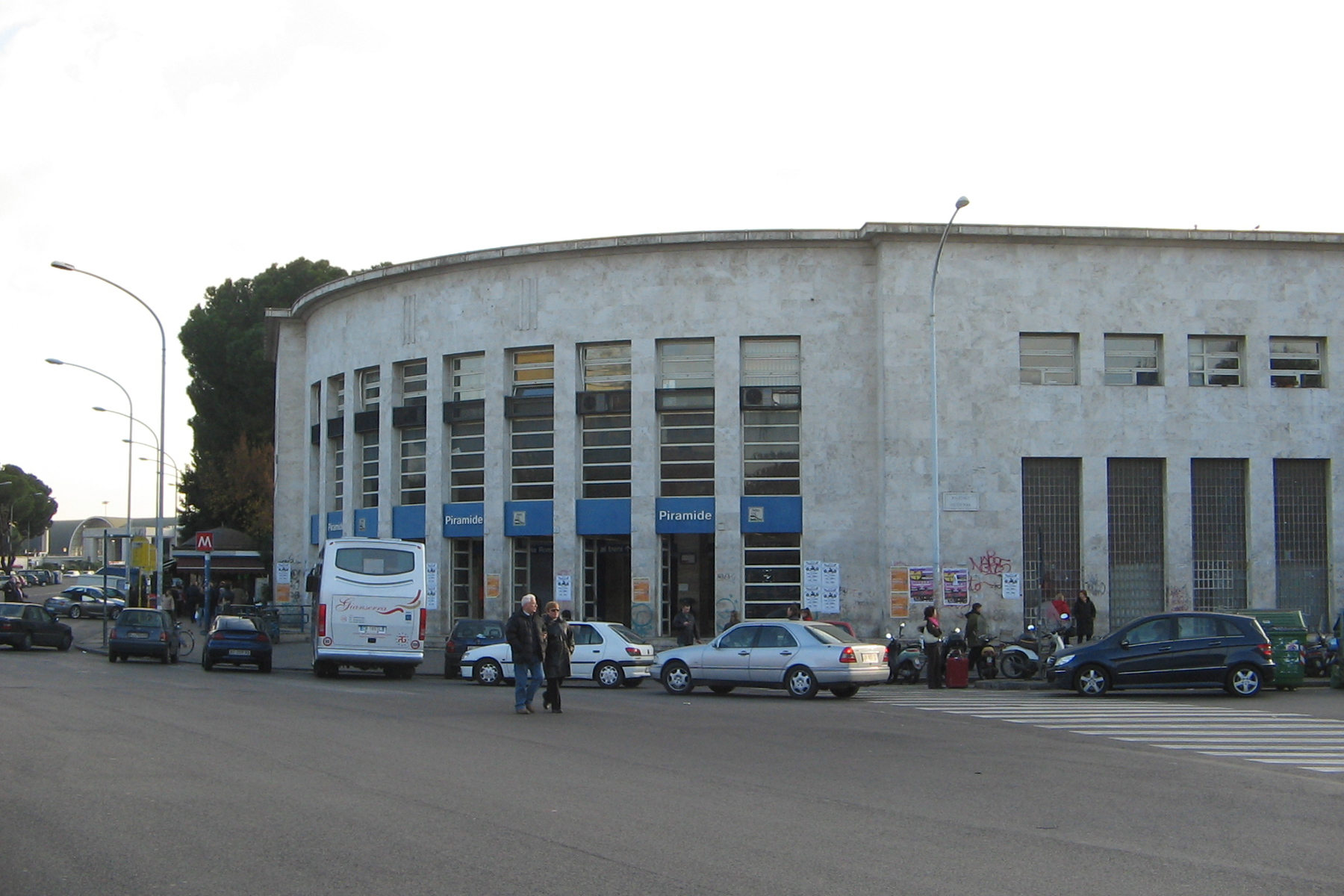
Vista externa de la estación.

Al igual que las estaciones entre Termini y Laurentina de la línea B, fueron renovadas en 1989. En 1990 se abrió un paso subterráneo para conectar las estaciones Pirámide y Ostiense, y una segunda entrada por via delle Cave Ardeatine, desde donde los visitantes pueden llegar a la plataforma 1 de la estación de Porta San Paolo. 
Los primeros años de funcionamiento vieron un tráfico de pasajeros discreta, la mayoría de ellos procedentes de la línea de Ostia, dada la posición de la estación en relación con los barrios Aventino y Testaccio. El tráfico fue creciendo durante los años hasta los niveles actuales. Los andenes subterráneos se encuentran en un foso al aire libre, único en toda la red romana, y es accesible a través de ascensores y escaleras mecánicas; en el andén dirección Rebibbia y Jonio posee también una pequeña capilla dedicada a San Felipe Neri. Desde el punto de vista turístico, la estación está situada cerca de la Pirámide de Cestio (de la que toma su nombre) y la Porta San Paolo, que se ramifica de la Via Ostiense. Durante la Segunda Guerra Mundial, mientras la estación todavía estaba en construcción, varios vagones de trenes fueron puestos a resguardo en Pirámide, salvándolos de los fuertes bombardeos de 1943, que devastaron zonas cercanas de la capital.
Actualmente, el vestíbulo de la estación alberga algunos mosaicos de dos Premio Artemetro Roma: el italiano Enrico Castellani y la estadounidense Beverly Pepper.